# Martin Ekenberg
Martin Birger Natanael Ekenberg, alias Justus Felix eller Ziskas, född 12 mars 1870 i Töreboda i Skaraborgs län, död i februari 1910 i London, var en svensk uppfinnare. Han har blivit mest känd för att han 1904 konstruerade och skickade vad som kommit att kallas för världens första dokumenterade brevbomb.

## Biografi
Martin Birger Natanael Ekenberg föddes den 12 mars 1870 i Töreboda som yngsta barn till Birger Lorentz Ekenberg och Emilia Mathilda Tantin. Familjen var mycket religiös och tillhörde Missionskyrkan. En äldre bror och en syster, Hilma, utvandrade till Australien och systern blev politisk aktivist inom suffragett-rörelsen där.
Fadern ägde en diversehandel i staden, affären brann ner tre år efter Ekenbergs födsel. Familjen flyttade då till Gävle där fadern tog över ett hotell som gick med förlust. Han ägde även ett företag som tillverkade blanksmörjmedel och det är troligt att Ekenberg utvecklade intresset för kemi då.
På grund av familjens ekonomiska situation fick Ekenberg avsluta sin skolgång och blev istället tvungen att arbeta. Han flyttade till Stockholm som 16-åring och fick arbete med att diska ur provrör i kemisten Erik Scholanders laboratorium.
Martin Ekenberg studerade kemi och teknik vid högskolan i Stockholm och fick en doktorsgrad i filosofi vid universitetet i Königsberg i Tyskland. År 1900 belönades hans "undersökningar och experiment för att utröna möjligheten av en mekanisk fiskrensning" med Polhemspriset.
Efter en serie bombattentat i Sverige åren 1904–1909 greps Ekenberg i London. Han erkände dock aldrig själv dåden och i februari 1910 dog han plötsligt efter att en brittisk domstol beslutat att utlämna honom till Sverige. Det spekuleras i att han tog sitt liv med hjälp av ett svårupptäckt gift.
Förutom brevbomben uppfann han också en maskin som kunde kondensera mjölk eller kaffe. Han uppfann också en metod att raffinera fiskolja från strömming till maskinolja och han presenterade ett förslag på hur man kunde effektivisera fiskeindustrin genom att utföra mycket av konserveringen och dylikt ute till havs direkt på fiskebåtarna.

## Händelseförloppet med brevbomberna
Händelserna inleddes den 19 augusti 1904 med att en brevbomb exploderade i händerna på stockholmsdirektören Karl Fredrik Lundin, vilken dock klarade sig med lättare skador. Detta var världens första dokumenterade användande av en brevbomb. Ryska anarkister och nihilister anklagades snabbt för dådet av media, men efter ett par dagar kom ett vykort i posten till Karl Fredrik Lundins företag Svenska Centrifug Ab, som avslutades med ”Du är mogen, har en f d arbetare hos dig bestämt.”. Ytterligare brev som anlände senare försökte uppenbart rikta misstankar mot företagets tidigare direktör, G F Wahlenius. Polisen kunde snabbt avskriva honom som misstänkt, dock gav breven polisen misstanken att attentatsmannen var någon i Lundins bekantskapskrets.
Mannen bakom dådet var uppfinnaren Martin Ekenberg och hans drivkraft skall ha varit hämnd och bitterhet. Hans första offer Karl Fredrik Lundin hade till exempel lagt ner utvecklingen av en apparat för att bestämma fetthalten i mjölk som Ekenberg hade utvecklat åt Aktiebolaget Separator. En annan genomgående detalj i Ekenbergs attentat var att han skickligt utnyttjade offrets bekantskapskrets och det aktuella politiska klimatet för att försöka rikta misstankar mot någon annan person eller organisation.

### Det andra attentatet
Vid nästa attentat, kallat den valentinska parfymflaskan, exploderade en brevbomb den 4 maj 1905 på postkontoret vid Linnégatan i Stockholm. Försändelsen hade delats ut men senare levererats tillbaka eftersom adressaten inte ville ha den reklamprodukt som påstods finnas i flaskan. Tre posttjänstemän blev relativt svårt skadade, varav postiljonen Johan Gottfrid Sundvall blev värst drabbad, då en kork trängde igenom hans läpp och splittrade en tand, glassplitter flög i hans ögon och bara två fingrar gick att rädda på hans vänsterhand. Det tilltänkta offret för bomben var hovrättsnotarien Alfred Valentin. Ett par dagar senare kom två brev poststämplade i Berlin som innehöll starkt antisemitiska inslag, där Valentin omnämns som ”den judiska parasiten Alfred Valentin” och attentatsmannen utger sig för att tillhöra ett internationellt band av politiska spioner.

### Det tredje attentatet
Nästa attentat dröjde till 1909 när direktören för Sveriges allmänna exportförening John Hammar den 9 oktober mottog ett paket. I paketet låg halva framsidan av ett nummer av den anarkistiska tidskriften Brand och en svart pappcylinder. När Hammar tog av locket på pappcylindern utlöstes en explosion som slet bort tummen och pekfingret på hans högerhand. Några veckor tidigare hade Ekenberg skickat brev till de båda tidningarna Aftonbladet och Social-Demokraten där han utgav sig för att vara Justus Felix, ordförande för Socialdemokraternas Domstol. I brevet skrev han bland annat att ”Vi tro på den undergörande verkan af en bomb då och då. Den reformerar hastigt ett uselt kapitalistsamhälle.”
Ett par dagar efter attentatet mot exportföreningens direktör fick tidningen Dagen ett nytt brev från Socialdemokraternas Domstol, vilket innehöll anklagelserna och domen mot John Hammar. Detta brev var handskrivet och undertecknat av en Gustav Malmborg; tidningen Brand hade publicerat flera artiklar signerade med det namnet, bland annat i det numret vars halva framsida låg i den senaste brevbomben. Stockholmspolisen tog tidningens redaktör Hinke Bergegren till förhör men det fanns dock inga bevis mot honom.

### Det fjärde paketet
Samma dag som exportföreningens direktör utsattes för sprängattentatet mottog överdirektören Johan Sjöholm i Göteborg ett paket. Sjöholms son Adrian hade i faderns frånvaro öppnat paketet, som enligt följesedeln skulle innehålla en reservoarpenna som en vän hade lånat och ville återsända. Bomben exploderade inte eftersom utlösningsmekanismen var trasig men sonen fattade misstankar om innehållet och gick med föremålet till polisen. Oturligt nog visade sig bomben ha trillat ur rockfickan på vägen till polisen och det visade sig senare att bomben hittats av en pojke som klarade sig utan skador när innehållet tog eld. Även denna bomb följdes av ett brev till tidningarna Göteborgs Handels- & Sjöfartstidning och Göteborgs Aftonblad, och påstods komma från Socialdemokraternas Domstol.

### Upplösningen
Det var handstilen i alla dessa insändare som kom att koppla Martin Ekenberg till dåden. Redan på kvällen efter dådet mot John Hammar tyckte sig överingenjör Alf Larsson se en likhet mellan ett av breven till Aftonbladet och ett från sin gamle affärsbekant Ekenberg. Vid husrannsakan i Ekenbergs engelska hem och laboratorium i stadsdelen Clapham i London hittades ingredienser till sprängämnen, antändningsanordningar och aluminiumtuber. Där fanns också ett litet tryckeri som innefattade samma stilsorter som använts i breven från Socialdemokraternas domstol. Senare hittade man även den andra halvan av framsidan från det nummer av tidningen Brand som fanns med i bomben mot John Hammar. Ekenberg själv erkände dock aldrig dåden och i februari 1910 dog han plötsligt efter att en brittisk domstol beslutat att utlämna honom till Sverige. Det spekuleras i att han tog sitt liv med hjälp av ett svårupptäckt gift.